# Osiedle Malinka

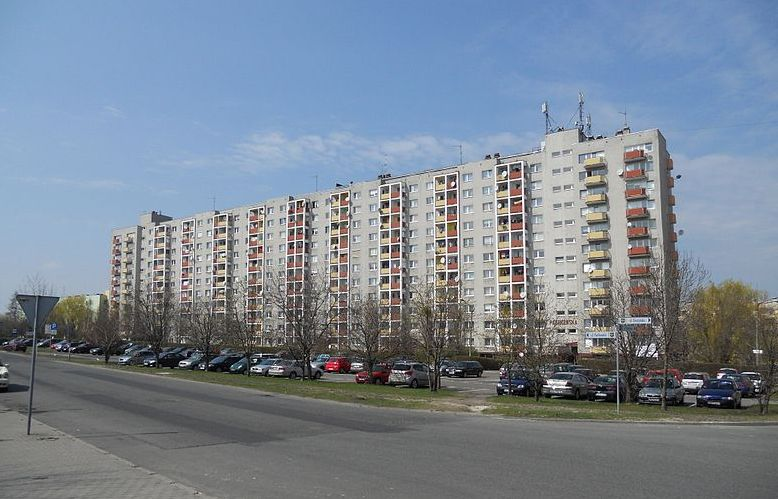
Wielorodzinny blok mieszkalny, znajdujący się przy ulicy Piotrkowskiej 1 – 10 pięter, 266 mieszkań

Osiedle Malinka (pot. Malinka) – nazwa osiedla mieszkaniowego w Opolu wybudowanego w latach 80. XX wieku na gruntach Kolonii Gosławickiej. Zabudowa głównie wielorodzinna - bloki z wielkiej płyty.

## Historia
Osiedle powstało w latach 80. XX wieku na gruntach Kolonii Gosławickiej i jest częścią dzielnicy V Gosławice, Malinka. Osiedlem zarządza powołana  25. marca 1981 roku Spółdzielnia Mieszkaniowa Lokatorsko–Własnościowa (ZWM).  
Osiedle zlokalizowane jest pomiędzy ul. Wiejską, Ozimską i al. Witosa. Składa się z dwóch części, nieformalnie nazywanych Malinką I i II. Starsza część osiedla, budowana na początku lat 80., to zespół bloków przy ul. Wiejskiej oraz Piotrkowskiej. Jej charakterystycznym elementem jest tzw. gigant - 10-piętrowy blok przy ul. Piotrkowskiej. Nowsza, druga (wschodnia) część osiedla to bloki budowane na przełomie lat 80. i 90. przy ul. Bielskiej, Chełmskiej, Kieleckiej, Cieszyńskiej i Kaliskiej. Ciekawym miejscem jest tutaj kapliczka znajdująca się obecnie na skrzyżowaniu wśród bloków, a niegdyś w środku pól uprawnych.
Osiedle Malinka rozbudowuje się. Na przełomie stuleci rozpoczęto budowę nowych zespołów mieszkaniowych w sąsiedztwie najstarszej części osiedla.  Wybudowano ulicę Koszalińską, stanowiącą przedłużenie ul. Piotrkowskiej. W 2007 r. ul. Koszalińska połączona została z al. Solidarności, biegnącą od ronda przy Castoramie (ul. Pużaka).
Między ulicami Sieradzką i Bielską znajduje się budynek Atrium Malinka.
Do Malinki zalicza się również zabudowa jednorodzinna i wielorodzinna zlokalizowana między ulicami: Lwowską, Wygonową i Al. W. Witosa.
Dojazd autobusami MZK linii nr 7, 10, 14, 15, 17, 18, 21, N.